# Alojzy Horak
Alojzy Horak, ps. Nestorowicz, Neuman, Majewski, Wiktor Młot, także jako: Dietrich, Justyn Małecki (ur. 10 sierpnia 1891 w Krakowie, zm. 12 lutego 1943 w Lasach Chojnowskich pod Stefanowem) – pułkownik dyplomowany piechoty Wojska Polskiego, działacz niepodległościowy, współorganizator skautingu we Lwowie.

## Życiorys
Syn Alojzego i Marii z Nesterowiczów urodzony 10 sierpnia 1891 w Krakowie.
28 lipca 1914 został zmobilizowany do cesarsko-królewskiej Obrony Krajowej. W 1915 roku wybuchowy pocisk karabinowy rani go ciężko w goleń, pozbawia mięśni i czyni niezdolnym do służby frontowej. Po wyjściu ze szpitala służy w austriackich jednostkach tyłowych jako dowódca kompanii, ochraniającej linie kolejowe na Wołyniu, i dochodzi tylko do stopnia porucznika.
2 marca 1920 roku został mianowany kapitanem w piechocie, warunkowo do zakończenia prac przez Komisję Weryfikacyjną z dniem 1 grudnia 1919 roku i z pominięciem stopnia porucznika. W 1922 roku pełnił służbę w Referacie Wyszkolenia Wydziału I Regulaminów i Wyszkolenia Oddziału III Sztabu Generalnego. Jego bezpośrednim przełożonym był major Marian Porwit, szefem Wydziału I – podpułkownik Janusz Gąsiorowski, a szefem Oddziału III – pułkownik SG Marian Kukiel. Pułkownik Marian Porwit wspominał: (...) major Alojzy Horak, ciekawa i piękna postać wśród oficerów dwudziestolecia. Podchodził do swych obowiązków z maksymalną powagą i skrupulatnością; odszedł do Wyższej Szkoły Wojennej jako słuchacz III promocji lat 1922–1924. Nie skrzyżowały się już nasze drogi życiowe. Pojawi się pozytywnie w historii działań obronnych 1939 roku, weźmie chlubny udział w Armii Krajowej opłacając ten udział najwyższą ceną życia, rozstrzelany przez Niemców.
3 maja 1922 roku został zweryfikowany w stopniu majora ze starszeństwem z dniem 1 czerwca 1919 roku i 497. lokatą w korpusie oficerów piechoty. Jego oddziałem macierzystym był wówczas 5 pułk piechoty Legionów w Wilnie. W latach 1922–1924 był słuchaczem III Kursu Normalnego Wyższej Szkoły Wojennej w Warszawie. Kolega szkolny, pułkownik Jan Rzepecki wspominał: Wczesną jesienią 1922 roku stanąłem do drugiego konkursowego egzaminu do Wyższej Szkoły Wojennej. Zdawało nas około stu pięćdziesięciu – drugie tyle odpadło przy pierwszym egzaminie odbytym już na wiosnę. Jednym ze starszych wśród zdających teraz był kapitan Alojzy Horak. Tak poznałem tego nieprzeciętnego człowieka, wyróżniającego się inteligencją, kulturą, zdolnościami i czystością charakteru, ale zarazem niewątpliwego pechowca. (…) Horak już dobrze łysiał, był szczupły, słaby fizycznie, cherlactwo nogi utrudniało mu znacznie poruszanie się, zwłaszcza jazdę konną, ale jego ambicja i silna wola sprawiały, że trudno było to zauważyć. Jako dobry harcerz, był bardzo koleżeński i uczynny. Nie pił prawie wcale, nie palił i był bardzo powściągliwy w mowie. Ordynarne słowo nie wychodziło z jego ust. Gdy chciał zakląć lub ożywić swą mowę, używał określeń ze słownika bohaterów Trylogii lub powieściowych wiarusów napoleońskich: sypał wtedy setkami i tysiącami armat, fur beczek i batalionów. Było to bardzo zabawne w ustach człowieka dwudziestego wieku. Ale choć usposobienie miał pogodne i lubił lekko a inteligentnie zażartować, to w gruncie rzeczy Horak był poważny i bardzo serio odnosił się do naszych zajęć, nawet od ich czysto formalnej strony. (…).
Z dniem 1 października 1924 roku, po ukończeniu kursu i uzyskaniu tytułu naukowego oficera Sztabu Generalnego, otrzymał przydział do Oddziału V Personalnego Sztabu Generalnego. W czasie służby w Sztabie Generalnym oraz nauki w Wyższej Szkole Wojennej pozostawał oficerem nadetatowym 27 pułku piechoty w Częstochowie. W lutym 1926 roku wyznaczony został na stanowisko szefa sztabu 4 Dywizji Piechoty w Toruniu.
11 czerwca 1927 roku został przeniesiony do Dowództwa Okręgu Korpusu Nr IX w Brześciu na stanowisko szefa Oddziału Ogólnego. 23 stycznia 1928 roku awansował na podpułkownika ze starszeństwem z dniem 1 stycznia 1928 roku i 59. lokatą w korpusie oficerów zawodowych piechoty. 5 listopada 1928 roku został przeniesiony do Inspektoratu Armii generała dywizji Mieczysława Norwid-Neugebauera we Lwowie na stanowisko II oficera sztabu. 23 grudnia 1929 roku został szefem Biura Ogólno-Organizacyjnego Ministerstwa Spraw Wojskowych w Warszawie. Jego przełożonymi byli wówczas: generał brygady Tadeusz Kasprzycki (zastępca I wiceministra spraw wojskowych), generał dywizji Kazimierz Fabrycy (I wiceminister spraw wojskowych) i marszałek Polski Józef Piłsudski (minister spraw wojskowych). Na stanowisku szefa biura zastąpił go podpułkownik dyplomowany Karol Hodała. 28 czerwca 1933 roku został wyznaczony na stanowisko dowódcy 73 pułku piechoty w Katowicach. W marcu 1935 został zwolniony ze stanowiska dowódcy pułku z równoczesnym przeniesieniem do dyspozycji szefa Biura Personalnego Ministerstwa Spraw Wojskowych i pozostawieniem w garnizonie Katowice. Z dniem 31 maja 1935 roku został przeniesiony w stan nieczynny na okres 12 miesięcy. 8 listopada 1935 inspektor armii, gen. dyw. Leon Berbecki wystawił mu następującą opinię za okres dowodzenia 73 pp: „Prawy żołnierski charakter. Wyrobiony i wysoce lojalny. Choroba z powodu ran przeszkadza bardzo w pracy. Wybitnie uzdolniony taktycznie oficer. Choroba przeszkadza. Dalsze użycie: na stanowisko szefa sztabu O.K. lub wyższe w administracji”.
Przed wybuchem II wojny światowej sprawował funkcję zastępcy pułkownika dyplomowanego Bronisława Rakowskiego, szefa Wojskowego Biura Historycznego w Warszawie. 5 września 1939 roku objął szefostwo biura i kierował jego ewakuacją. Następnego dnia rano przybył do Brześcia, lecz już przed południem udał się z personelem biura oraz Archiwum Wojskowego do Mokran. 7 września w Brześciu, w Kwaterze Głównej Naczelnego Wodza, w obecności majora Bolesława Waligóry, złożył meldunek pułkownikowi dyplomowanemu Tadeuszowi Münnich o ewakuacji biura i archiwum. 9 września otrzymał polecenie dalszej ewakuacji biura i archiwum, transportem kolejowym, z Brześcia do Złoczowa przez Pińsk, Łuniniec, Sarny, Równe, Dubno. Wyjazd z Brześcia nastąpił tego samego dnia wieczorem. Przed odjazdem transportu przekazał szefostwo biura majorowi Ottonowi Laskowskiemu, a sam objął obowiązki szefa sztabu generała brygady w stanie spoczynku Konstantego Plisowskiego, mianowanego dowódcą Zgrupowania „Brześć”.
W dniach 14–17 września Zgrupowanie „Brześć” broniło twierdzy brzeskiej przed niemieckim XIX Korpusem Pancernym dowodzonym przez generała porucznika Heinza Guderiana. W nocy z 16 na 17 września zgrupowanie wycofało się z twierdzy w rejon Kodnia. Tam generał Plisowski przekazał dowództwo zgrupowania podpułkownikowi Horakowi, który podjął marsz w kierunku południowo-zachodnim na Janów Lubelski. 25 września grupa znalazła się w lasach na zachód od Krasnegostawu. Podpułkownik Horak podporządkował się pułkownikowi Władysławowi Filipkowskiemu. 27 września zgrupowanie przesunęło się w rejon Bychawa–Żółkiewka. Tam weszło w skład Grupy pułkownika dyplomowanego Tadeusza Zieleniewskiego. 29 września w Janowie Lubelskim zgrupowanie stoczyło krwawe walki z pododdziałami niemieckiej 27 Dywizji Piechoty. 2 października w rejonie Domostawa–Momoty Górne Grupa pułkownika Zieleniewskiego złożyła broń przed Sowietami.
W październiku 1939 roku był dowódcą Służby Zwycięstwu Polski powiatu warszawskiego. W  styczniu 1940 roku został szefem sztabu, a wiosną tego roku – komendantem Okręgu Warszawa-Województwo ZWZ. W tym okresie zainicjował wydawanie tajnych pism „Tygodnik Informacyjny” i „Nowa Armia Nowej Polski”. Od 1 grudnia 1941 roku pracował w Wojskowym Biurze Historycznym BIP KG AK. Był autorem opracowania Kampania wrześniowa w oświetleniu niemieckim (wydana w trzech częściach w Warszawie w 1941 i 1942 roku) oraz wydanej po jego śmierci broszury Edward Rydz – Generalny Inspektor Sił Zbrojnych i Naczelny Wódz, przed i podczas kampanii wrześniowej (Warszawa 1943). Od 1 sierpnia 1942 roku był szefem Wydziału Wyszkolenia (Oddziału III Szkoleniowego) Komendy Głównej BCh. Na tym stanowisku redagował pismo „Powstaniec” i napisał podręcznik Kurs szeregowych. 10 listopada 1942 roku został aresztowany, a 12 lutego 1943 roku rozstrzelany przez Niemców w Lasach Chojnowskich pod Stefanowem (zob. egzekucje w Lasach Chojnowskich).
Używał pseudonimów „Nestorowicz”, „Neuman”, „Majewski”, „Witold Młot” oraz tożsamości Dietrich, Justyn Małecki.
Podczas prac ekshumacji ofiar egzekucji w Lasach Chojnowskich w lipcu 1946 odnaleziono szczątki Alojzego Horaka. Został pochowany na Cmentarzu Wojskowym na Powązkach (kwatera A 6-prawa strona-1).

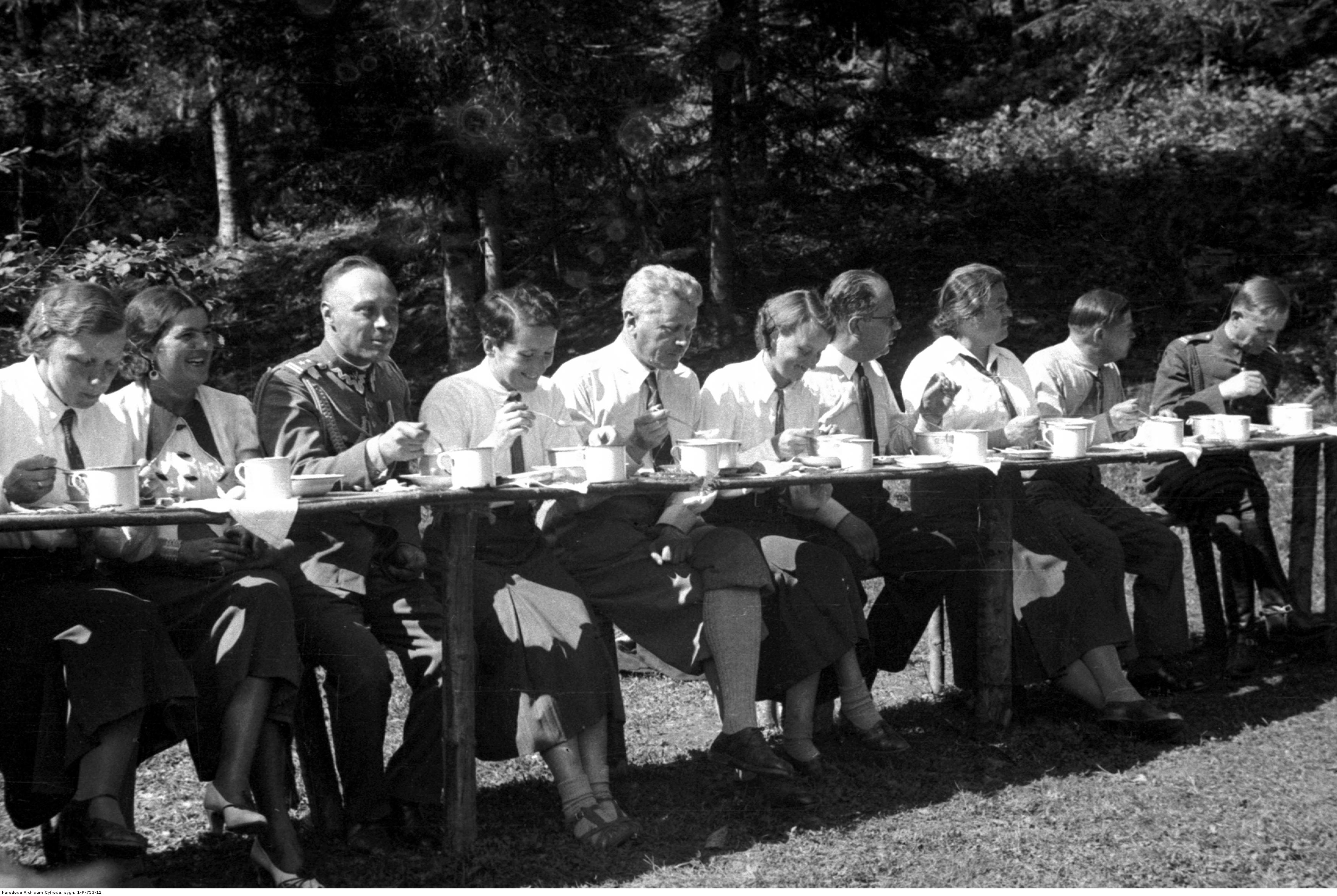
Obóz drużyn harcerek krakowskich w Krempnej; ppłk. Alojzy Horak 3. z lewej

## Ordery i odznaczenia
- Order Krzyża Grunwaldu II klasy (pośmiertnie, 19 lipca 1946)[20]
- Krzyż Niepodległości (13 kwietnia 1931)[21]
- Krzyż Kawalerski Orderu Odrodzenia Polski (9 listopada 1932)[22]
- Krzyż Walecznych (trzykrotnie)
- Srebrny Krzyż Zasługi (28 lutego 1925)[23]
- Krzyż na Śląskiej Wstędze Waleczności i Zasługi
- Odznaka Pamiątkowa Dawnych Harcerzy Małopolskich (1937)[24]